# Ottavio Panaro
Ottavio Panaro (Acqui Terme, 20 novembre 1965) è un fumettista italiano.

## Biografia
Dopo una breve esperienza nel periodico Tiramolla e nel fumetto realistico con Demonhunter, dai primi anni novanta collabora con la rivista Topolino, per la quale ha realizzato diverse storie con i vari personaggi Disney.